# Стюарт, Чарльз Сифорт
Чарльз Сифорт Стюарт (англ. Charles Seaforth Stewart) (11 апреля 1823 — 22 июля 1904) — американский военный инженер, окончил академию Вест-Пойнт первым по успеваемости в классе 1846 года.
Чарльз Стюарт родился в 1823 году на морском судне. Он был единственным сыном капеллана ВМФ США Чарльза Самуэля Стюарта и Харриет Брэдфорд Тиффани.
В 1842 он поступил в военную академию Вест-Пойнт и стал известен тем, что окончил её первым по успеваемости, оттеснив на второе место Джорджа МакКлеллана. Выпуск 1846 года дал стране 22 генерал-майора, однако Стюарт прослужил 40 лет в низших офицерских званиях.
1 июля 1846 года, после окончания академии, он был определен в инженерный корпус в звании второго лейтенанта. Служил ассистентом главного инженера при конструкции фортов Трамбалл и Уоррен, с 1849 по 1854 год служил в Вест-Пойнте преподавателем инженерного дела.
1 июля 1853 года получил звание первого лейтенанта, а 1 июля 1860 года — звание капитана за выслугу лет (за 14 лет службы). После начала гражданской войны заведовал конструкцией укреплений в Ньюпорт-Ньюз. Когда его одноклассник Джордж МакКллелан начал Кампанию на полуострове, Стюарт служил инженером при осаде Йорктауна, участвовал в сражении при Уильямсберге, затем в мае 1862 года присутствовал при наступлении на Ричмонд, но 3 июня 1863 покинул полевую армию по болезни.
3 марта 1863 года ему было присвоено звание майора инженерных войск, а в июне 1863, во время Геттисбергской кампании, он участвовал в рейдах генерала Дикса на Ричмонд. Получил временные повышения до подполковника (февраль 1865) и полковника (март 1865), а марте 1867 стал подполковником регулярной армии.
В послевоенные годы занимался конструкцией береговой обороны Калифорнии, экзаменовал военных инженеров, занимался изучением рек, каналов и гаваней.
30 июня 1882 года получил звание полковника, а 16 сентября 1886 года покинул армию по собственному желанию.
Умер 22 июля 1904 года в Массачусетсе.